# Wassaja
Wassaja: Freedom’s Signal for the Indians – miesięcznik społeczno-kulturalny północnoamerykańskich Indian, wydawany od kwietnia 1916 do listopada 1922 roku w Chicago przez jednego z pierwszych dyplomowanych lekarzy tubylczego pochodzenia w USA – Carlosa Montezumę z plemiena Yavapai.
Wassaja było indiańskim imieniem młodego Montezumy i w języku yavapai oznaczało „wysyłającego sygnał”.
Czasopismo służyło wykształconym Indianom, takim jak Carlos Montezuma, Charles Alexander Eastman i inni członkowie Stowarzyszenia Indian Amerykańskich (ang. Society of American Indians) jako ogólnokrajowa platforma walki o prawa tubylczych Amerykanów w okresie bezpośrednio poprzedzającym przyznanie Indianom z USA praw obywatelskich (1924). Krytykowało paternalistyczny stosunek ówczesnych misjonarzy i antropologów w stosunku do Indian, postulowało m.in. likwidację lub daleko idącą reformę rujnującej rezerwaty działalności Biura do spraw Indian (ang. Bureau of Indian Affairs) i stojącego na czele Biura Komisarza do spraw Indian (co nastąpiło dopiero w 1934 roku, po uchwaleniu ustawy o reorganizacji Indian).
Pod koniec lat 60. i w latach 70. XX w. na fali Red Power – indiańskiego odrodzenia w Ameryce Północnej – wśród wielu indiańskich gazet ukazywało się także czasopismo pod tym samym tytułem, wspierające m.in. działalność Ruchu Indian Amerykańskich (ang. American Indian Movement, AIM). Jego twórcą był. m.in. Rupert Costo, wydający także kwartalnik historyczny AIHS The Indian Historian.
Obecnie organizacja indiańskich dziennikarzy z USA Native American Journalists Association (NAJA) przyznaje nagrody dziennikarskie Wassaja Award dla wybitnych tubylczych dziennikarzy.